# Лос-Анджелесские чернила

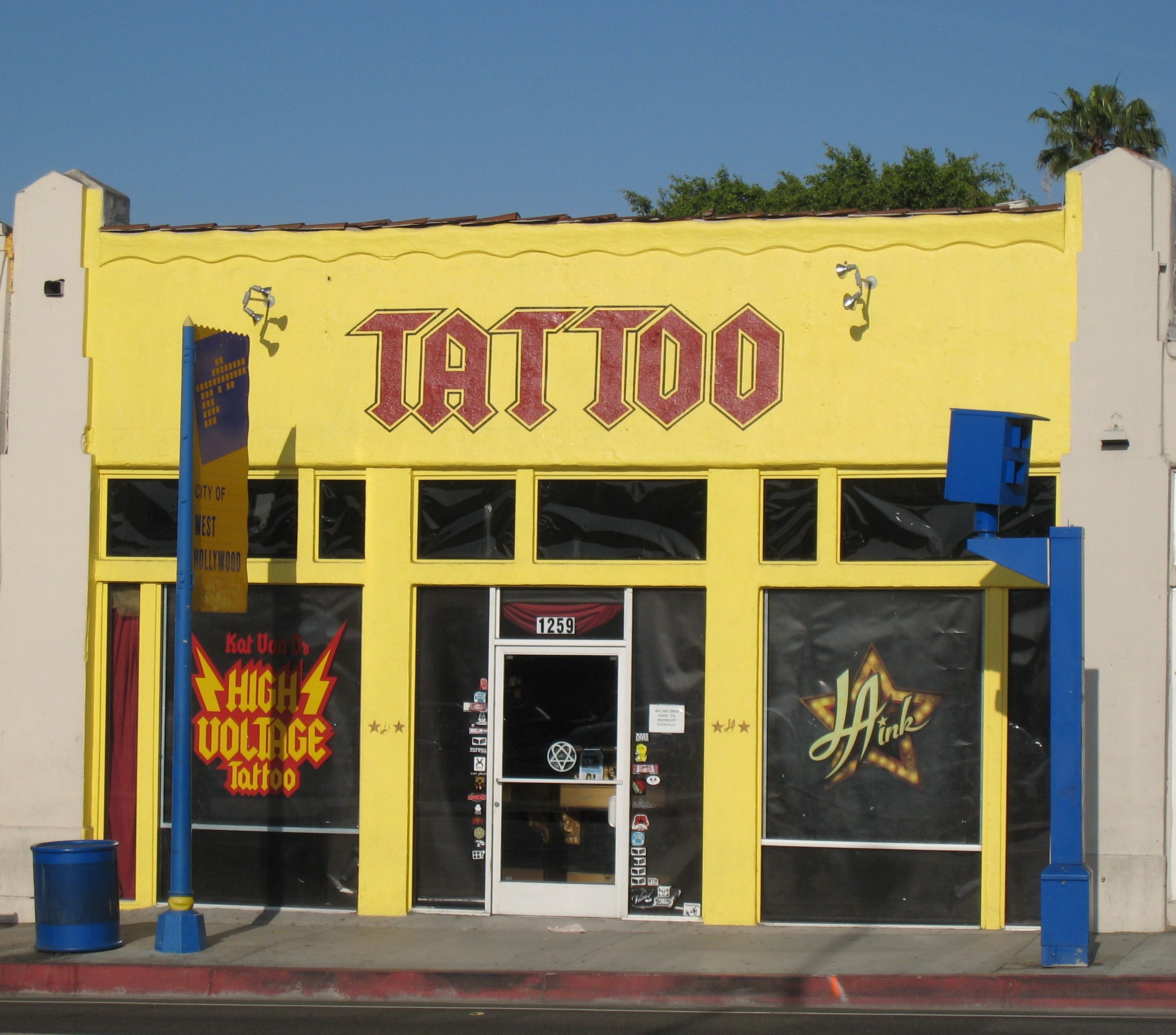
Салон «High Voltage Tattoo» в Западном Голливуде — место где проходили съёмки шоу

Лос-А́нджелесские черни́ла (англ. LA Ink) — американское реалити-шоу о работе татуировщиков в Западном Голливуде, Калифорния. Премьера состоялась 7 августа 2007 года на канале TLC. Лос-Анджелесские чернила является спин-офф другого реалити-шоу канала TLC — Майамские чернила.

## Программа
После разногласий, возникших между Кэт фон Ди и её коллегами по шоу Майамские чернила, она возвращается в Лос-Анджелес, где вместе со своей подругой Пикси решает открыть свой тату-салон. Они обращаются за помощью к старому другу Кэт Кори Миллеру. Позже Кэт нанимает двух художниц: Ханну Атчинсон и Ким Сэйдж. Камеры практически круглосуточно снимают всё происходящее с работниками салона и их клиентами в режиме реального времени.
Каждый клиент тату-салона рассказывает историю своей жизни, а также объясняет, почему он захотел набить определённую татуировку.
По мере развития шоу, в салоне происходят изменения. В середине 1 сезона Кэт увольняет Пикси. После окончания 2 сезона из шоу уходят Ханна и Ким. В начале 3 сезона Кэт нанимает на работу участницу 2 сезона шоу Rock of Love Обри Фишер, которая из-за разногласий с другими участниками уходит из шоу в середине сезона.
Во время съёмок шоу Кэт фон Ди установила мировой рекорд, наколов за 24 часа 400 татуировок с логотипом шоу. Позднее этот рекорд был побит её бывшим мужем, который за то же время наколол 415 татуировок с числом 13.
Премьерную серию шоу посмотрело почти 3 миллиона зрителей. Согласно журналу The Hollywood Reporter, дебют шоу стал вторым по популярности среди американских зрителей, уступив лишь шоу What Not to Wear (р.а. Снимите это немедленно) стартовавшему в январе 2003 года. Также Лос-Анджелесские чернила стало самым популярным шоу, показанным на канале TLC.

## Работники салона
- Кэт Вон Ди (4 сезона)
- Кори Миллер (4 сезона)
- Ханна Атчинсон (1 и 2 сезоны)
- Ким Сэйдж (1 и 2 сезоны)
- Пикси Асиа (1 сезон)
- Дэн Смит (3 и 4 сезоны)

## Известные клиенты салона
- Джоанна Энджел — порноактриса
- Ронни Радке — бывший фронтмен группы Escape the Fate
- Себастьян Бах — фронтмен группы Skid Row
- Стивен Болдуин — актёр
- Эрик Бальфур — актёр
- Ник Барнетт — футболист Green Bay Packers и Buffalo Bills
- Аманда Бирд — семикратная олимпийская чемпионка по плаванию
- Уэс Борланд — гитарист группы Limp Bizkit
- Мэтт Бредли — участник реалити-шоу канала Дискавери Смертельный улов
- Эдди Браво — мастер по бразильскому джиу-джитсу
- Кимберли Колдуэлл — финалистка второго сезона шоу American Idol
- Маргарет Чо — актриса
- Шанталь Кларет — вокалистка группы Morningwood
- Фил Коллен — гитарист и бэк-вокалист группы Def Leppard
- Криспин Ирл — фронтмен группы The Veer Union
- Доктор Чад — бывший барабанщик группы The Misfits
- Emerson Drive — канадская группа, играющая в стиле кантри
- Ив — певица
- Шелли Фейрчайлд — певица
- Леди Гага — певица
- Гейм — рэпер
- Бобкэт Голдтуэйт — актёр
- Том Грин — актёр
- Торин Грин — бывший фронтмен группы Fuel
- Рита Хейни — вдова Даймбэга Даррелла, гитариста группы Pantera
- Дерек Хесс — художник
- Джеф Ховард — бас-гитарист группы The Used
- Джесси Хьюз — фронтмен группы Eagles of Death Metal
- Скотт Иэн — гитарист группы Anthrax
- Фрэнк Айеро — гитарист группы My Chemical Romance
- Джа Рул — рэпер
- Дарнелл Джексон — баскетболист
- Дженна Джеймсон — порноактриса
- Люк Джонсон — барабанщик группы Lostprophets
- Наташа Кай — футболистка
- Тревер Кейт — фронтмен группы Face To Face
- Тим Ламбэзис — фронтмен группы As I Lay Dying
- Лемми — бас-гитарист и фронтмен группы Motörhead
- Джаред Лето — актёр и фронтмен группы 30 Seconds To Mars
- Блейк Льюис — финалист шестого сезона шоу American Idol
- Тим Лопез — гитарист группы Plain White T's
- Бэм Марджера — профессиональный скейтбордист
- Трэвис Маккой — фронтмен группы Gym Class Heroes
- Джесси Меткалф — актёр
- Кэндис Мишель — модель, бывший рестлер WWE
- Доминик Монаган — актёр
- Джейсон Мраз — музыкант
- Дэйв Наварро — гитарист группы Jane's Addiction
- Ламар Одом — баскетболист Los Angeles Lakers и Dallas Mavericks
- Иоланда Перес — певица
- Кристина Перри — певица
- Фил Плейт — астроном и блогер
- Феликс Родригес — гитарист группы The Sounds
- Ральф Саенз — фронтмен группы Steel Panther
- Пэтти Шемель — бывшая барабанщица группы Hole
- Отеп Шамайа — вокалистка группы Otep
- Шонтелль — певица
- Лукас Сильвейра — фронтмен группы The Cliks
- Никки Сикс — бас-гитарист группы Mötley Crüe
- Мэтт Скиба — фронтмен группы Alkaline Trio
- Мэтт Сорум — бывший барабанщик группы Guns N' Roses
- Солджа Бой — рэпер
- Кристофф Сент-Джон — актёр
- Джефри Стар — певец и блогер
- Стив-О — актёр, каскадёр, участник шоу Чудаки
- Тре Кул — барабанщик группы Green Day
- Джимми Юрин — фронтмен группы Mindless Self Indulgence
- Майк Валэйи — скейтбордист
- Вилле Вало — фронтмен группы HIM
- Эндрю Уилкис Крайер — музыкант
- Брайан Уэлч — гитарист группы Korn
- Ник Уиллер — гитарист группы The All-American Rejects
- Робин Уилсон — фронтмен группы Gin Blossoms
- Пастор Фред Заричны — основатель движения Bikers for Christ
- Энтони Грин — фронтмен группы Circa Survive